# الجبوب (جبلة)

تعديل مصدري - تعديل

الجبوب محلة تابعة لقرية الثمد، التابعة لعزلة وراف بمديرية جبلة إحدى مديريات محافظة إب في الجمهورية اليمنية، بلغ تعداد سكانها 35 حسب تعداد اليمن لعام 2004.